# Жеводанський звір

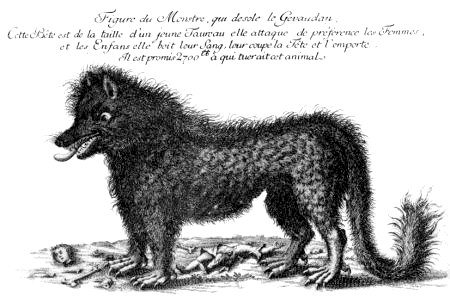
Одне з найвідоміших зображень Жеводанського звіра, зроблене сучасником.

Жевода́нський звір (фр. La Bête du Gévaudan, окс. La Bèstia de Gavaudan) — загадкова вовкоподібна істота, звір-людожер, який тероризував французьку провінцію Жеводан (тепер департамент Лозер), а саме селища в Маржеридських горах на півдні Франції (на кордоні історичних регіонів Овернь та Лангедок) з 1764 по 1767 рік. Жертвами Жеводанського звіра стало близько 230 осіб, з яких 123 були Звіром вбиті та з'їдені. Про його знищення оголошувалось кілька разів, однак суперечки про природу Жеводанського звіра не завершились навіть із припиненням нападів. Історія Жеводанського звіра вважається однією з найзагадковіших у французькій історії, нарівні, наприклад, з легендою про Залізну маску.

## Зовнішній вигляд та поведінка
Жеводанський звір описувався очевидцями як хижак, подібний до вовка, але розміром з корову, з дуже широкими грудьми, довгим гнучким хвостом із китицею на кінці, як у лева, витягнутим писком, як у хорта, з невеликими загостреними вухами та великими іклами, що виступають з пащі. Шерсть у Звіра була, згідно з більшістю очевидців, жовтувато-рудою, але вздовж хребта на спині в нього була незвичайна смужка темної шерсті. Подеколи мова була про значні темні плями на спині та боках. Варто відзначити, що такий опис майже повністю відповідає опису хижака родини гієнових, за винятком його розмірів.

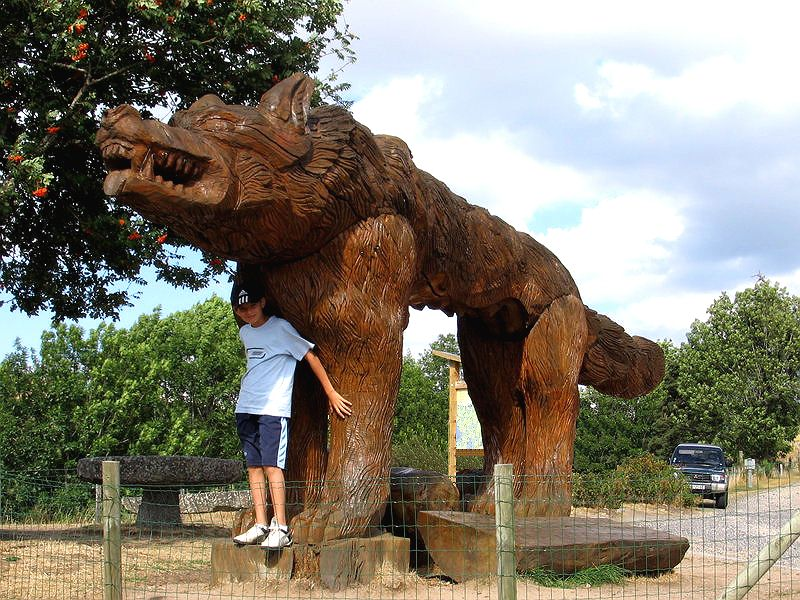
Пам'ятник Жеводанському звірові, який знаходиться неподалік від селища Сог в Оверні.

Тактика Звіра була нетиповою для хижака: він спочатку мітив у голову, роздираючи обличчя, і не намагався, подібно звичайним хижакам, перегризти горло або кінцівки. Зазвичай він збивав жертву додолу навальним кидком, але пізніше опанував іншу тактику — наблизившись в горизонтальному положенні, піднімався перед жертвою на сторчки і завдавав ударів передніми лапами. Своїх жертв він часто залишав без голови. Якщо Звір був змушений тікати, він це робив легкою рівною пробіжкою.
Звір вочевидь надавав перевагу полюванню на людей над полюванням на худобу — у тих випадках, коли жертва опинялася поруч з чередою корів, кіз або овець, Звір нападав саме на чередника, не зважаючи на тварин. Звичайними жертвами Звіра були жінки та діти — ті, які працювали самі або навіть по двоє, і ті, які не мали зброї при собі. Чоловіки, як правило, працювали в полі великими групами і були здатні відбитися від хижака косами та вилами, тому вони його жертвами майже ніколи не ставали.
Кількість нападів примушувала багатьох людей думати, що вони мають справу не з одним Звіром, а з цілою зграєю. Деякі свідки зазначали, що супутником Звіра була подібна до нього тварина — доросла чи молода. У деяких джерелах можна зустріти згадку про те, що поруч зі Звіром один чи два рази бачили якусь людину, що змушувало декого припускати, що Звіра видресирував для нападів на людей якийсь лиходій — хоча останнє відноситься вже до області пов'язаних зі Звіром міфів.
Звір ніколи не потрапляв у пастки, ігнорував отруйні приманки, які вдосталь розкидали в лісі, й протягом трьох років успішно тікав із засідок, які влаштовували на нього, — все це свідчило про те, що Жеводанський звір зовсім не був нерозважливим хижаком, він вирізнявся винятковим для вовка інтелектом, що сіяло в неосвічених селянах впевненість у тому, що вони мають справу з перевертнем (фр. loup-garou) — людиною, здатною перетворюватися на вовка. Як свідчив епізод із майже вдалою спробою застрелити Звіра в жовтні 1764 року, він володів рідкісною живучістю, що тільки підтверджувало ці забобони (перевертня можна вбити тільки срібною кулею). Як не дивно, саме срібною кулею Звір — якщо вважати ним знищеного у 1767 році вовка-людожера — і був убитий.

## Напади за роками

### 1764 рік
Перша згадка про Звіра відноситься до 1 червня 1764 року, коли він спробував напасти на селянку з міста Лангонь, яка пасла череду корів у лісі Меркуар (фр. Mercoire). Схожа на вовка істота вискочила з лісу й кинулася на неї, але була відігнана биками зі стада.
Першою жертвою Звіра стала чотирнадцятирічна Жанна Буле (Jeanne Boulet), вбита 30 червня 1764 року поруч із селом Ібак (Hubacs), неподалік від Лангоня. У серпні він убив ще двоє дітей — дівчинку та хлопчика, протягом вересня Звір забрав життя ще 5 дітей, серед яких був і юнак — син місцевого аристократа, графа д'Апше (d'Apcher). До кінця жовтня кількість жертв сягла одинадцяти. Потому Звір на місяць зник, що було пов'язано з його важким пораненням двома мисливцями, а 25 листопада поновив свою діяльність, вбивши сімдесятирічну Катерину Валлі (фр. Catherine Vally). Загалом у 1764 році постраждали 27 осіб.

### 1765 рік
Почавши в грудні 1764 року практично безупинну низку нападів — іноді по 2-3 напади за день, 4 напади та два трупи за один день 27 грудня — Звір продовжив її у січні 1765 року. Протягом січня Звір нападав на людей 18 разів, тобто через день.

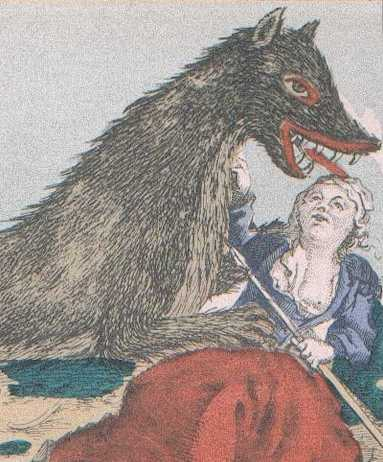
Розфарбована гравюра XVIII століття. Зображено жінку, що захищається від Звіра.

На щастя, не кожний напад завершувався смертю жертви. 12 січня 1765 року група дітей — тринадцятирічний Жак Портфе (фр. Jacques Portefaix), з ним чотири хлопчики та дві дівчинки від 9 до 13 років зазнали нападу Жеводанського звіра, але спромоглися від нього відбитися, кидаючи в нього гіллям та камінням (проте, Звір убив у той же день малолітнього сина місцевого мешканця де Греза). У лютому напади продовжилися з тією ж регулярністю, але Звіру припинило щастити — людям частіше вдавалося від нього втекти.
Тим не менш, Звір протягом всієї весни 1765 року нападав з тим самим темпом — через день. 5 квітня йому вдалося напасти на групу з чотирьох дітей і вбити їх — їм не пощастило так, як Жаку Портфе та його друзям. Загалом до 12 вересня, коли сталося останнє вбивство, Звір забрав життя 55 людей, переважно дітей та жінок, вчинивши 134 напади. Після цього Звір раптово затих — це, ймовірно, було пов'язано з убивством вовка-людожера лейтенантом де Ботером 20 вересня. Чи був убитий вовк Звіром, чи ні — вбивства на певний час припинилися.

### 1766 рік
Однак 2 грудня 1765 року Звір повернувся, здійснивши напад поблизу Бессер-Сент-Марі на двох дітей, 14 та 7 років, а 10 грудня тяжко поранив двох жінок неподалік Лашампа (фр. Lachamps). 14 грудня у селі Полак (фр. Paulhac) від нього дивом врятувався молодий юнак, а 21 та 23 грудня на рахунку ожилого Звіра з'явилися нові трупи. Взимку та навесні він нападав на людей не так регулярно, як торік, — по три-чотири рази на місяць. Однак влітку апетити Жеводанського звіра загострилися і напади почастішали — до 1 листопада, коли, вбивши 12-річного Жана-П'єра Ольє (Jean-Pierre Ollier) біля села Сушер (фр. Soucheyre), Звір раптово знову зник — це було неочікувано тому, що особливо великого полювання на нього у цей час не проводилося і особливо великих вовків, на відміну від минулого року, мисливці не вбивали. Усього за кінець 1765 року та весь 1766 рік Звір здійснив 41 напад.

### 1767 рік
Звір не з'являвся протягом 122 днів, тобто до весни, і жеводанські селяни зітхнули було спокійно. Радіти було зарано. 2 березня 1767 року Звір убив хлопчика біля села Понтажу (фр. Pontajou) і поновив свої криваві жнива, причому з подвоєною енергією, здійснивши лише протягом квітня 8 нападів, а протягом травня — 19 (загалом 36) і, напевно, побив би власні рекорди 1765 року, але 19 червня 1767 року його нарешті вбив Жан Шастель. Враховуючи епізод з де Ботером, Жеводан міг очікувати четвертого пришестя Звіра, однак Жеводанський звір так ніколи й не повернувся. Він був убитий раз і назавжди.
Таким чином, офіційні документи того часу свідчать про 230 нападів, включаючи 51 випадок каліцтв та 123 смерті. Завдяки точності та цілості церковно-парафіяльних книг цю цифру можна вважати остаточною. Інші джерела збільшують кількість нападів до 306.

## Полювання на звіра

### Перші спроби

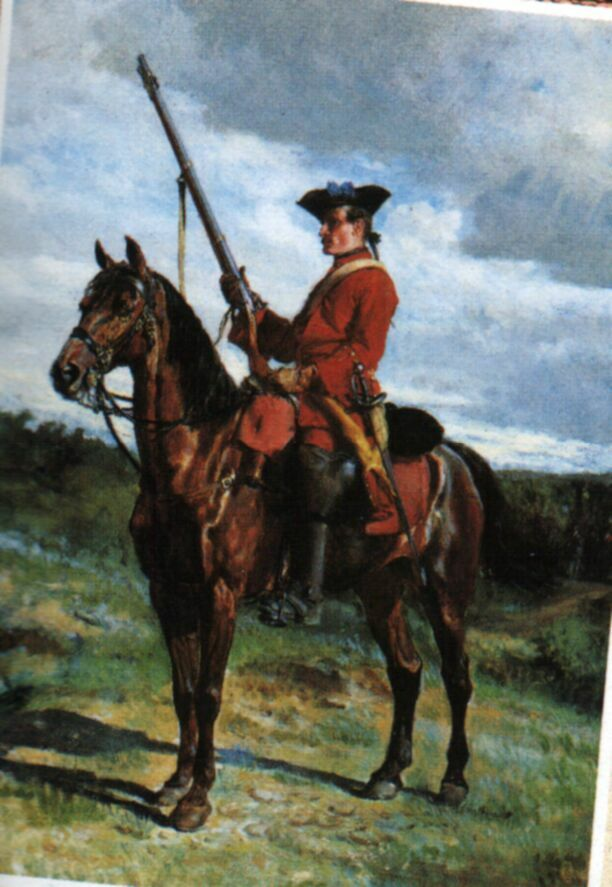
Драгун-мисливець.

Восени 1764 року, коли напади Звіра вже набули страшного масштабу, військовий губернатор Лангедока граф де Монкан (фр. de Moncan) спрямував на його знищення загін із 56 драгунів під командуванням капітана Жака Дюамеля (фр. Jacques Duhamel). Драгуни провели в навколишніх лісах декілька облав і перебили близько сотні вовків, але піймати Звіра не змогли.
У жовтні 1764 року двоє мисливців, випадково зітнувшись зі Звіром коло узлісся, вистрілили в нього з відстані не більше десяти кроків. Постріл повалив чудовисько на землю, але воно одразу ж скочило на лапи; другий постріл знову змусив його впасти, однак Звір все одно зміг піднятися й утекти в ліс. Мисливці йшли за ним по кривавих слідах, однак все, що їм вдалося знайти — це роздерте тіло жертви Звіра — парубка 21 року, вбитого того ж дня, але раніше. Після цього на деякий час напади Звіра припинилися, але ближче до зими поновилися знов.
Епізод із порятунком тринадцятирічного Жака Портфе та його товаришів від Жеводанського звіра 12 січня 1765 року привернув увагу короля Франції — Людовика XV, який нагородив юнаків, наказавши видати їм 300 ліврів. Тоді ж король наказав професійним мисливцям із Нормандії — Жану-Шарлю-Марку-Антуану Вомеслю Дюневалю (фр. d’Enneval) та його сину Жану-Франсуа Дюневалю знищити чудовисько. Дюневаль-батько був одним із найвідоміших мисливців Франції, за своє життя він особисто вбив більше тисячі вовків.
Батько та син прибули в Клермон-Ферран 17 лютого 1765 року, привізши з собою зграю з вісьмох гончаків, спеціально тренованих у полюванні на вовків, і присвятили декілька місяців цьому полюванню. Вони встигли влаштувати кілька масових облав, у найбільшій з яких — 9 серпня 1765 року — брали участь 117 солдатів та 600 місцевих мешканців. Тим не менш, досягнути успіху їм не вдалося, а кількість жертв Жеводанського звіра зростала. Вже 11 серпня, два дні по тому після великої облави, Звір, ніби насміхаючись над мисливцями, напав на дівчину на ім'я Марі-Жанна Вале (фр. Marie Jeanne Valet). На щастя, їй удалося відбитися від Звіра. Нині біля села Полак (фр. Paulhac) у Лозері є скульптура, яка зображує цю подію. Так чи інакше, зусилля батька та сина Дюневаля були безрезультатними.

### Франсуа Антуан де Ботерн

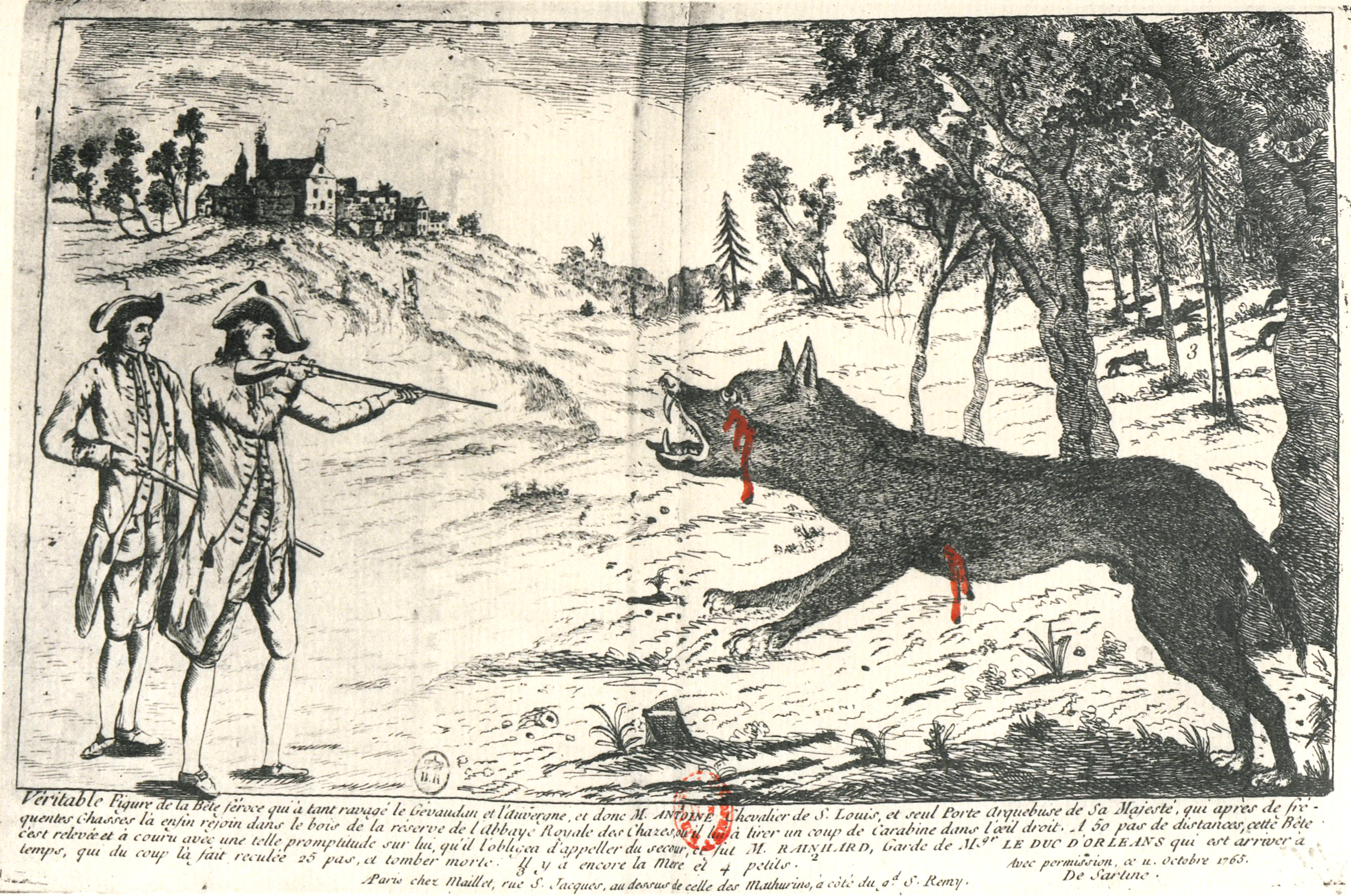
Лейтенант де Ботерн вбиває вовка з Шазе.

У червні 1765 року Дюневалів за наказом короля змінив Франсуа Антуан де Ботерн (фр. François Antoine de Beauterne, якого часто помилково звуть Антуаном де Ботерном), носій королівської аркебузи і Лейтенант Полювання. Він прибув у ле Мальзьйо 22 червня. Де Ботерн почав методично прочісувати ліси; в ході трьохмісячного полювання винищено 1200 вовків.
20 вересня 1765 року де Ботерн та його мисливці (сорок місцевих добровольців, 12 собак) виявили незвичайно великого вовка, якого й прийняли за Жеводанського звіра — його підняли з кущів собаки. Постріл де Ботерна уразив його в плече; Звір намагався втекти, але постріл одного з мисливців попав йому в голову, пробивши праве око та череп. Тварина впала, але, поки мисливці перезаряджали рушниці, Звір скочив на ноги й кинувся на де Ботерна. Другий залп відкинув вовка назад, і цього разу він був убитий.
Вбитий де Ботерном та його мисливцями вовк мав 80 см у холці, був завдовжки 1,7 м та важив 60 кг, тобто був майже вдвічі більшим за звичайного. Вбитого звіра назвали «вовком з Шазе» (фр. Le Loup de Chazes) за назвою абатства, розташованого неподалік. Де Ботерн направив королю звіт, у якому було заявлено: «Цим звітом, який завірений нашими підписами, ми заявляємо, що ніколи не бачили вовка, котрого можна було б порівняти з цим. Ось чому ми вважаємо, що це саме той страшний звір, який спричинював таку шкоду королівству».
Більш того, у шлунку вовка знайдено кілька смуг червоної матерії — це свідчило про те, що вовк з Шазе був людожером. Опудало вовка доставили у Версаль та пред'явили королю, де Ботерн отримав значну винагороду і був уславлений як герой. Однак незабаром стало очевидним, що вовк з Шазе не був Жеводанським звіром.

### Жан Шастель

Стела із зображенням Жана Шастеля в Ла-Бессейр-Сен-Марі, Лозер.

2 грудня 1765 року Жеводанський звір поновив свої напади, неподалік від Бессер-Сент-Марі здійснив напад на двох дітей. З цього часу напади Звіра стали частими, до того ж він почав нападати на людей уже поблизу будинків. Жеводан сповнився жахом, проте восени 1766 року Звір раптово затихнув. Протягом 122 днів  — з 1 листопада 1766 по 2 березня 1767 року нападів не було, Звір ніби зник. Одначе навесні 1767 року Звір з'явився знов і явно прагнув надолужити згаяне: за один квітень 1767 року його жертвами стали шестеро осіб.
Граф д'Апше, не втративши надії знищити монстра та помститися йому за смерть сина, провадив у горах облаву за облавою. Нарешті, 19 червня 1767 року найбільша з таких облав  — за участю понад 300 мисливців — виявилася успішною: одному з них — Жану Шастелю (фр. Jean Chastel, 31 березня 1708—1790) — вдалося застрелити чудовисько.
Жан Шастель, будучи надзвичайно релігійною людиною, зарядив свою рушницю саме освяченими срібними кулями та взяв із собою Біблію. Під час привалу Шастель розкрив Біблію і почав читати молитву, і в цей момент з нетрів вискочив гігантський вовк. Він зупинився перед Шастелем, подивився на нього, і наступної миті Шастель вистрілив в упор, потім перезарядив рушницю й вистрілив повторно. Дві срібні кулі досягли цілі — вовк був вбитий наповал. Втім, ймовірно, що всі ці подробиці були додані пізніше, аби прикрасити легенду. Вдячні жеводанці зібрали Шастелю вельми скромну нагороду — 72 ліври.
Тушу вовка возили по всьому Жеводану з міста у місто, щоб впевнити селян у смерті Звіра; потім, знову ж таки набивши з неї опудало, доставили королю. На жаль, цього разу опудало було зроблено вкрай погано та почало розкладатися; неприємно вражений нестерпним смородом Людовик XV повелів викинути опудало на звалище. Так чи інакше, з цього моменту напади Звіра остаточно припинилися.

## Ідентифікація звіра

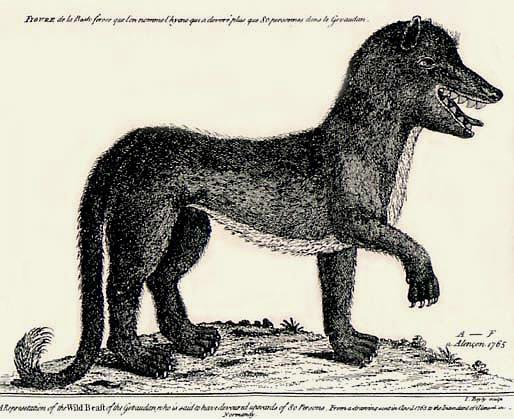
Зображення Звіра, зроблене сучасником.

Як і вовк, вбитий де Ботерном, полеглий від руки Жана Шастеля звір вирізнявся величезними розмірами і виглядав вельми незвичайно як на вовка. Королівський нотаріус, бальї королівського абатства Шазе Рош-Етьєн Марен за допомогою лікарів Антуана Буланже та Кур-Дам'єна Буланже, а також доктора Жана-Батиста Егульона де Ламота з Соже, обміряв тіло звіра і склав його опис. Вбитий Шастелем звір був дрібніший за вбитого де Ботерном — лише 99 см від верха голови до основи хвоста (що, однак, набагато більше за розміри звичайного вовка); тим не менш, в нього була непропорційно велика голова із сильно витягнутою мордою та довгими іклами, і дуже довгі передні ноги. Увагу тих, хто оглядали тіло, привернула дуже незвичайна будова ока, а саме наявність третьої повіки — тонкої мембрани, котра могла затуляти очне яблуко. Звір був вкритий дуже товстою сіро-рудуватою шерстю з кількома чорними смугами.
Після розтину у шлунку звіра знайшли залишки передпліччя маленької дівчинки, яка загинула напередодні, — отже, звір був людожером. Ряд очевидців, які бачили Жеводанського звіра раніше, впізнали його у вбитому Шастелем монстрі. На тілі звіра знайшли велику кількість рубців від ран різної давнини; внизу правого стегнового суглобу нотаріус виявив дробове поранення і намацав під колінним суглобом три дробинки — цю рану Звіру заподіяв кінник де Лаведрин ще у 1765 році, вистріливши в нього з рушниці. Таким чином, можна з достатньою долею впевненості вважати, що вбита Жаном Шастелем тварина й була тим самим Жеводанським звіром.

## Версії

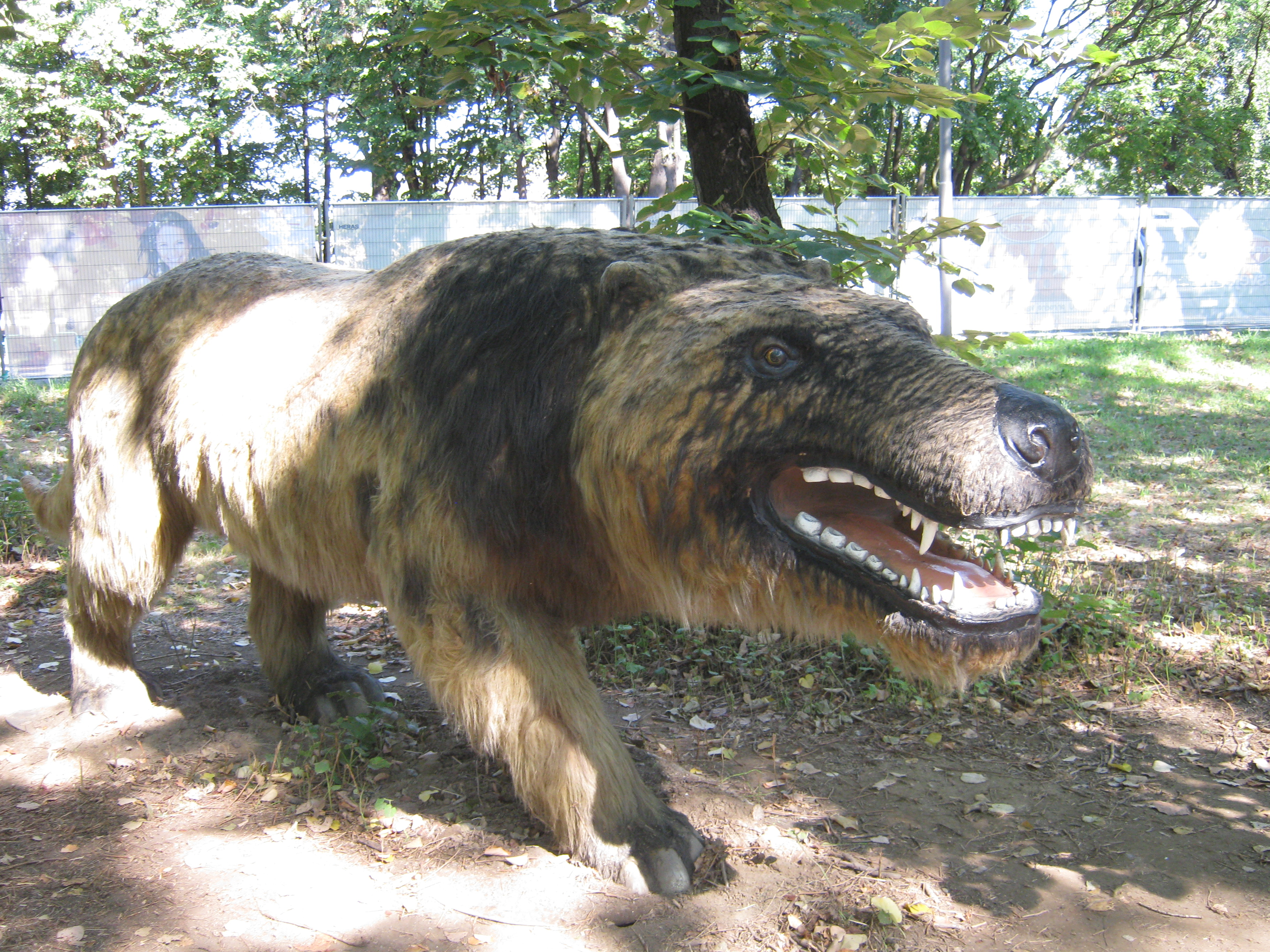
Реконструкція ендрюзарха

Доти, доки Звір не був убитий, про його сутність висували різні припущення: наприклад, що йдеться про сильно перебільшені напади різних вовків, що це loup-garou (перевертень), що це демон, викликаний якимсь чарівником, або ж Божа кара за гріхи. Сучасні криптозоологи дають йому різні тлумачення, аж до реліктового шаблезубого тигра або вимерлого в період пізнього еоцену (тобто більше 40 млн років тому) давнього хижака ендрюзарха. Проте, криптозоологічні пояснення виглядають вкрай натягнутими, оскільки немає жодних вірогідних свідчень про появу подібних тварин у Жеводані та його околі раніше чи пізніше 1764—1767 років.

### Вовк

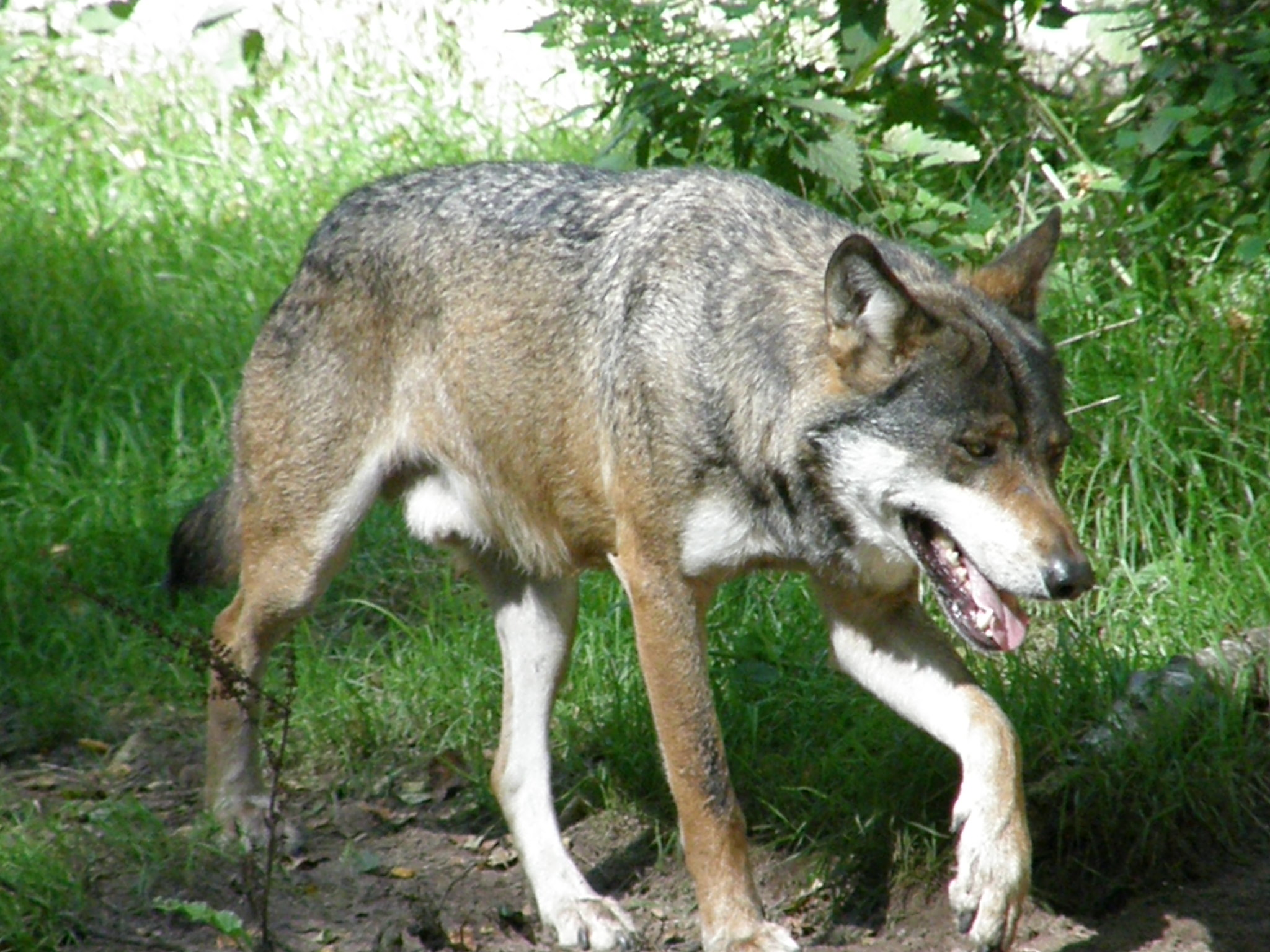
Вовк.

Вовки надзвичайно рідко нападають на людей і взагалі уникають зустрічей з людиною, а от домашню худобу «ріжуть» залюбки. Звичайно великі хижаки стають людожерами через травми, коли вони не в змозі полювати на свою звичну дичину. Жеводанський звір, однак, нападав на людей і в тому разі, якщо поруч знаходилися домашні тварини, — навіть така, здавалося б, легка у порівнянні з людиною здобич, як кози чи вівці. Жодних слідів травм на ньому не зауваж, це була надзвичайно сильна та швидка тварина, тим паче — як на вовка. Існує цілком обґрунтована думка, що вовки у минулому були набагато більшими, ніж зараз, але з винищенням вони здрібнилися. Надто ймовірно, що напади Звіра здійснювали різні вовки-людожери, а не один монстр, а фантазія селян, сильно перебільшивши їх, приписала одному-єдиному звіру, до того ж значно перекрутивши його зовнішність. Таких вовків могло бути три: першого, найбільш кровожерливого, убив де Ботерн, другий загинув восени 1766 року через невідому причину, можливо, потрапив у одну з пасток, розставлених у лісі, а третього застрелив Шастель у 1767 році.

### Гієна

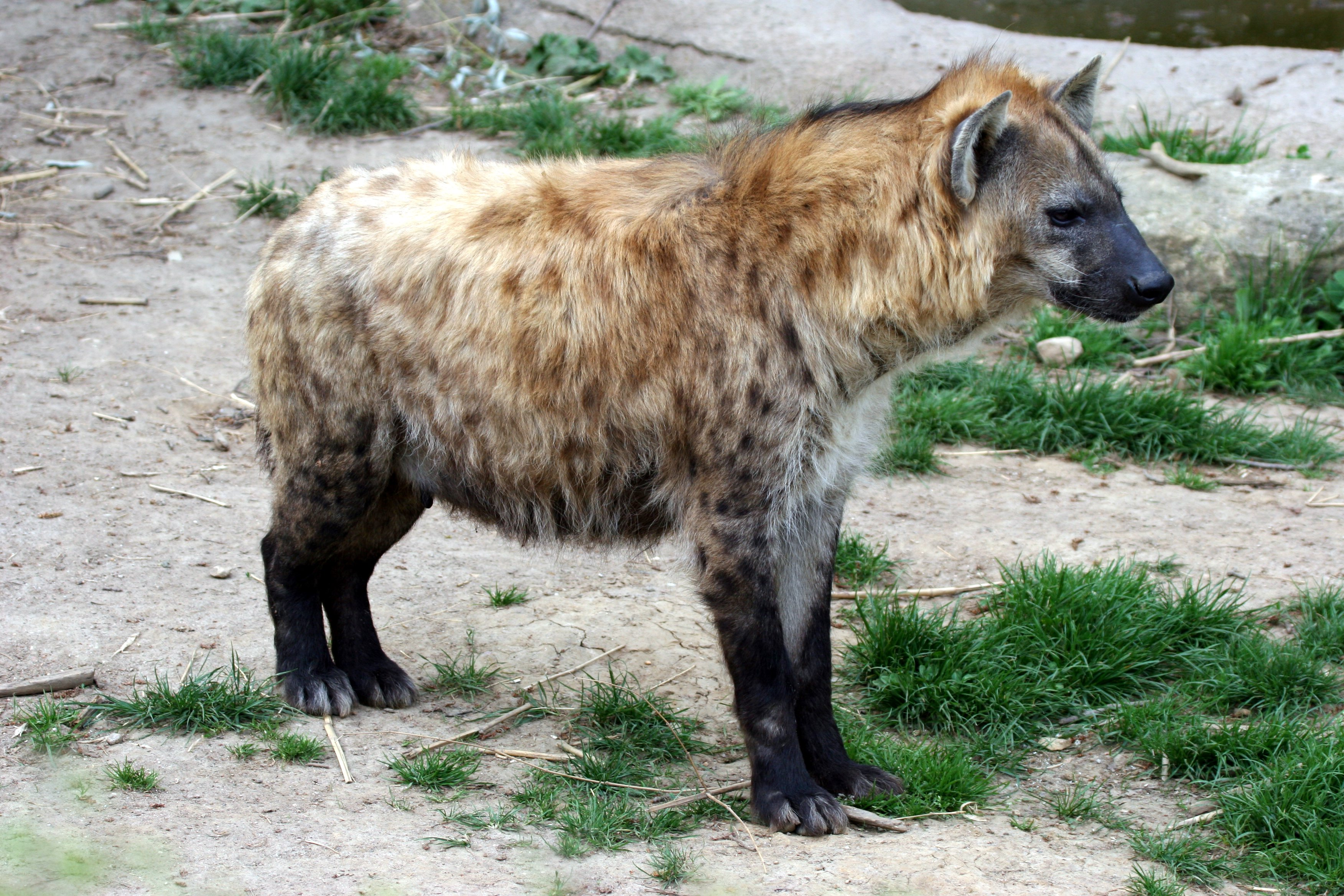
Гієна.

Деякі теорії звертають увагу на вкрай незвичайну для вовка зовнішність Звіра і припускають, що мовиться про представника іншого виду — наприклад, надзвичайно екзотичну для Європи гієну. Гієни двох видів, хоча й дуже рідко, нападають на людей: це смугаста гієна, яка зустічається в Африці, на Близькому Сході та в Пакистані, та більша африканська плямиста гієна, причому останні мають розміри до 1,3 м завдовжки та до 80 см у холці. За нападу на людей гієни дійсно воліють кусати жертву в обличчя, як і Жеводанський звір; однак гієни погано стрибають, і в них немає тієї легкої рівної рисі при бігу, яка приписувалася Звіру.

### Гібрид вовка та собаки
Можливо, Звір був особливо великим гібридом вовка та собаки; подібні істоти нерідко народжуються при паруваннях диких вовків та домашніх (здичавілих) собак. Гібриди, на відміну від батька-вовка, не бояться людей і цілком можуть нападати на людину. Цієї версії дотримується французький натураліст Мішель Луї (Michel Louis) у своїй книзі «Жеводанський звір: невинуватість вовків» (La bête du Gévaudan: L'innocence des loups), її ж відтворено в американському серіалі «Animal-X».

### Представник котових
Деякі деталі у свідченнях очевидців наводять на думку, що Звір міг бути якимсь представником родини котових — можливо, леопардом або пантерою. Зі слів очевидців, Звір мав довгий хвіст, легко й граціозно бігав, стрибав на жертву, хапаючи її пащею за обличчя чи за шию, рвав кігтями передніх лап. Ці риси характерні тільки для великих котових і зовсім не властиві псовим або гієнам.

## Антуан Шастель та Жеводанський звір

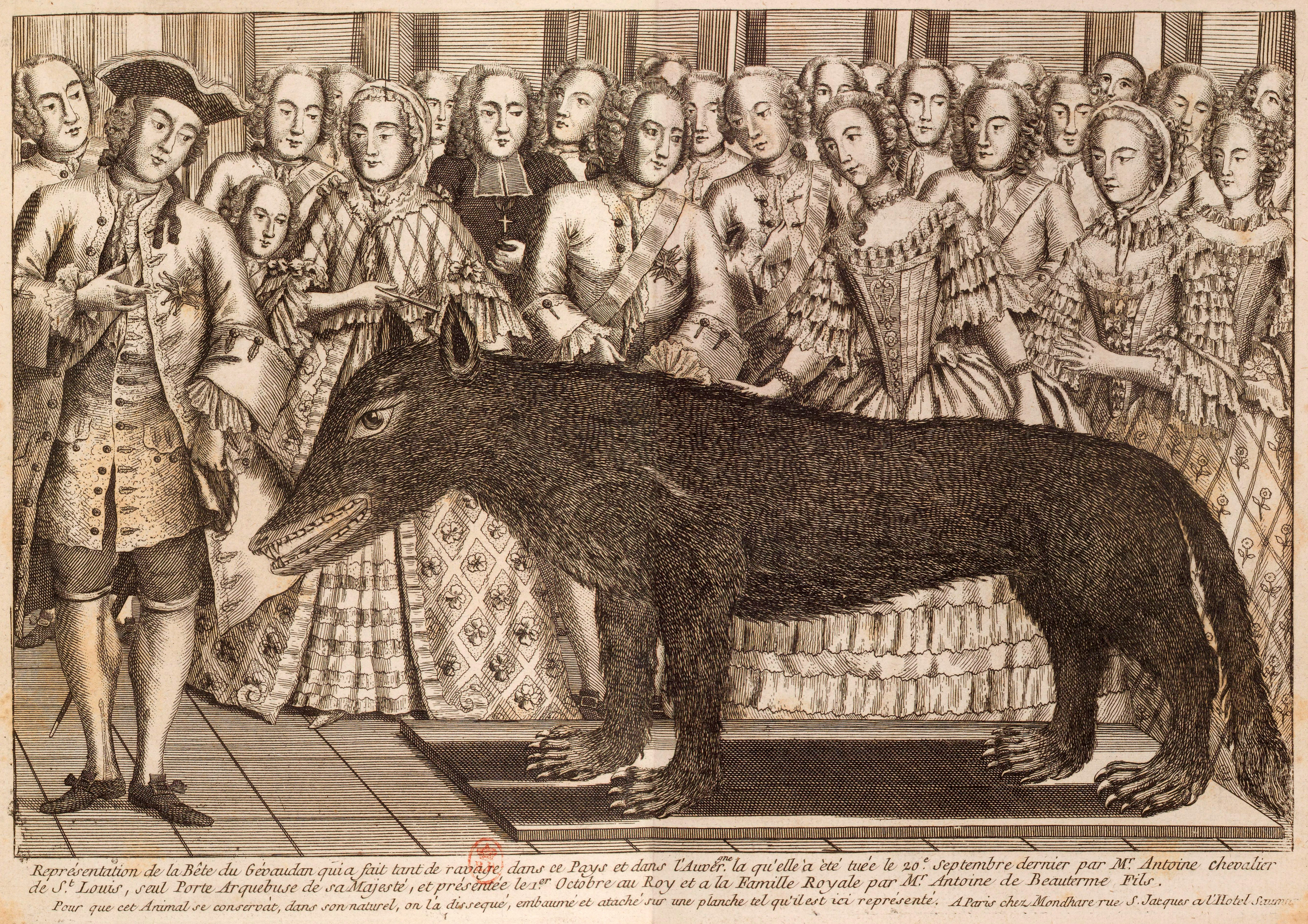
Опудало вовка з Шазе, яке було виставлено при дворі Людовика XV.

У контексті пов'язаних з Жеводанським звіром міфів особливу увагу привертає фігура Антуана Шастеля (фр. Antoine Chastel), молодшого сина Жана Шастеля. Антуан Шастель був вельми незвичайною для французької глибинки особистістю - він багато подорожував, був полоненим алжирськими піратами, багато років провів в Африці серед туземців-берберів і перейняв їхні звички. Антуан жив окремо від рідних, у будиночку, побудованому в безлюдному місці на горі Мон-Муше, і тримав безліч собак — знайомі відзначали, що в нього був великий талант до дресирування тварин.
Коли лейтенант де Ботерн у кінці літа — на початку осені 1765 року прочісував ліси в пошуках Жеводанського звіра, він натрапив на Жана Шастеля та двох його синів, П'єра та Антуана. Вони, як і багато інших місцевих мисливців, також сподівалися знищити Звіра. Між Шастелями-молодшими виникла ганебна суперечка, яка переросла у бійку. Роздратований де Ботерн наказав арештувати всіх трьох Шастелів, включно з Жаном; вони були відправлені у в'язницю в Соже й провели там кілька місяців. Дивно, але невдовзі після цього напади Звіра припинилися; сам де Ботерн, звісно, пов'язував це із вбивством вовка з Шазе. Однак, після того як звільнені у другій половині листопада 1765 року Шастелі повернулися із Соже у рідне село Бессер-Сент-Марі — свої напади поновив і Звір, напавши на двох дітей поблизу тієї ж Бессер-Сент-Марі 2 грудня 1765 року. Через деякий час після вбивства Звіра Жаном Шастелем у 1767 році його син Антуан Шастель зник безвісти і більше не з'являвся в Жеводані.
Хоча перерахованого явно недостатньо, аби пов'язати Антуана Шастеля з нападами Жеводанського звіра, багато істориків та письменників звертали особливу увагу на цю людину. Нерідко припускається, що Антуан Шастель вивіз з Африки якусь хижу тварину, на зразок гієни чи леопарда, видресирував її й привчив до полювання на людей, і саме його очевидці раз чи два бачили разом зі Звіром.

## У масовій культурі
- Французький письменник Елі Берте написав роман "Жеводанський звір" (1858), де запропонував свою версію подій, що трапилися в Жеводані.
- Шотландський письменник Роберт Луїс Стівенсон перетнув Жеводан у 1878 році, цю подорож він описав у своєму оповіданні «Подорож з ослом у Жевенні». Він написав про Звіра: «Це справді була земля незабутнього Звіра, Наполеона Бонапарта вовків. Яка його доля! Він прожив десять місяців вільно у Жеводані та Вівараї, пожираючи жінок, дітей і «пастушок, відомих своєю красою» [...] якби всі вовки були схожі на цього вовка, вони змінили б історію «людства»[9].
- Жеводанському звірові присвячено один з епізодів австрало-американського серіалу про криптидів — «Animal-X».
- У серії книг  гумористичного фентезі Андрія Бєляніна «Професійний перевертень» (у співавторстві з Галіною Чорною) у ході своїх пригод агенти організації боротьби з монстрами стикаються з  різними з них, в тому числі й зі звіром з Жеводану.
- Історичний бойовик Крістофа Гана «Братство вовка». У центрі сюжету — розслідування серії жорстоких убивств, скоєних Жеводанським звіром. У цій версії звір виявляється привезеним з Африки левом.
- Історія Жеводанського звіра висвітлюється в центрі сюжету серіалу Вовченя (телесеріал) і тісно пов'язана із сім'єю Арджентів.
- Історія Звіра показана ще в кількох фільмах як от La Bête du Gévaudan 2002[fr] та La Bête du Gévaudan (1967)[fr].
- Пісня німецького heavy-metal гурту Powerwolf з їхнього 8 альбому «Call of the Wild» «Beast Of Gévaudan» присвячена легенді Жеводанського звіра.
- Один з персонажів манґи та аніме «Моя геройська академія», перевертень Джурота Шишида, має псевдонім «Жеводан» на честь Жеводанського звіра.
- Жеводанському звіру присвячено декілька серій аніме «Мемуари Ванітаса», вважається, що звір — це проклятий вампір.